# Cryphonectria parasitica

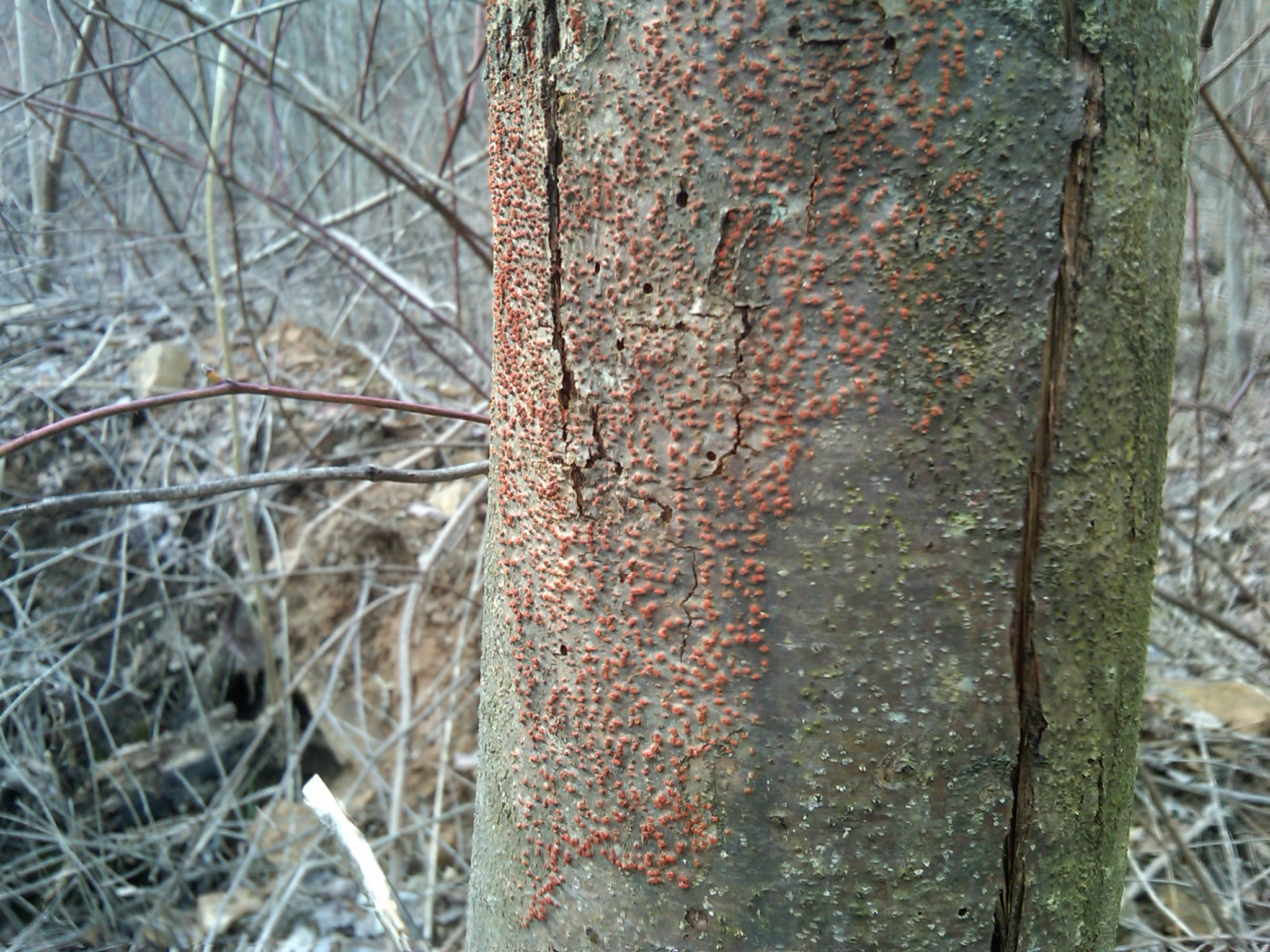

Cryphonectria parasitica è un fungo Ascomycota appartenente all'ordine delle Diaporthales. È un organismo omotallico sebbene la formazione dei periteci sia in massima parte dovuta all'incrocio di ceppi con polarità sessuale opposta. È agente del cancro corticale del castagno.

## Descrizione
C. parasitica è segnalato come patogeno sui generi Castanea e Quercus, sebbene su quest'ultimo non sia causa di gravi danni. È comunque un parassita primario capace di attaccare piante vigorose penetrando attraverso qualsiasi tipo di ferita. I periodi migliori per l'instaurarsi dell'infezione sono la tarda primavera e fine estate-autunno, sia per una maggiore predisposizione della pianta che per le più adatte condizioni di temperatura e umidità dell'ambiente. C. parasitica infatti mostra una temperatura ottimale di crescita intorno ai 27 °C pur mantenendo una buona capacità di sviluppo tra i 15 e i 32 °C. Una volta nella pianta il fungo invade i tessuti corticali fino al legno espandendosi con un micelio color crema con tipico margine a ventaglio. Dai tessuti necrotizzati erompono abbondanti cuscinetti stromatici color arancio all'interno dei quali il parassita differenzia le strutture riproduttive sessuate, i periteci, contenenti aschi con ascospore bicellulari,  e asessuate, i picnidi, contenenti conidi unicellulari ialini. Tali propaguli sono preposti alla diffusione del fungo nell'ambiente tramite vettori quali il vento, responsabile della dispersione su grandi distanze delle ascospore; e l'acqua, gli insetti, gli acari, le lumache, gli uccelli e i mammiferi, responsabili delle dispersione su scala locale dei conidi. C. parasitica presenta una spiccata attitudine saprofitaria, riuscendo a sopravvivere in tessuti legnosi morti sulla pianta o sul terreno anche per diversi anni. Tale attitudine deve essere presa in dovuta considerazione nelle strategie di lotta alla malattia indirizzate all'abbattimento dell'inoculo.
Un aspetto importante della genetica di questo fungo con importanti conseguenze sulle possibilità di lotta alla malattia che esso causa, riguarda il numero di loci che governano la compatibilità vegetativa e cioè la capacità di due individui di "fondersi" insieme e scambiarsi materiale e organuli citoplasmatici.  Nelle popolazioni di C. parasitica in Europa sono stati identificati 6 loci i quali identificano 64 gruppi di compatibilità vegetativa, individuati da genotipi compatibili tra di loro ma non, o non completamente, con genotipi appartenenti ad altri gruppi di compatibilità (Cortesi e Milgroom, 1998). Non è da escludere tuttavia la presenza di un numero maggiore di gruppi di compatibilità in Europa.
È stata inserita nell'elenco delle 100 tra le specie esotiche invasive più dannose al mondo.